# Success Will Write Apocalypse Across the Sky
Success Will Write Apocalypse Across the Sky (SWWAATS) är ett amerikanskt death metal-/grindcore-band från Tampa, Florida som bildades 2006. Bandets första utgivning var EP:n Subhuman Empire som gavs ut i juli 2007 av Debello Recordings. 
Bandet skrev kontrakt med Nuclear Blast, och i april 2009 utgavs fullängdsalbumet The Grand Partition and the Abrogation of Idolatry. Albumet är producerat av James Murphy, tidigare bland annat gitarrist i Death, Testament och Obituary. Trummorna hanteras av Mike Heller från Malignancy, då bandets nye trummis, Pete Lamb, anslöt först efter inspelningen av albumet.
I april/maj 2009 genomför SWWAATS en turné kallad "Thrash and Burn European Tour" tillsammans med band som Darkest Hour och Bleeding Through och Beneath the Massacre.

## Medlemmar
Nuvarande medlemmar
- Ian Sturgill – gitarr, bakgrundssång (2006– )
- Jen Muse – sampling (2006–)
- John Collett – sång (2006– )
- Matt Simpson – basgitarr (2008– )
- Shaun DeLeon – gitarr (2013– )

Tidigare medlemmar
- J.R. Daniels – trummor (?–?)
- Chris Woodall – basgitarr (2006–2007)
- Mike Petrak – trummor (2006–2008)
- Aaron Haines – gitarr (2006–2012)
- Jesse Jolly – basgitarr (2007–2008)
- Pete Lamb – trummor (2008–2009)
- Mike Heller – trummor (2009)

Turnerande medlemmar
- Zack Simmons – trummor (2009)
- Sally Gates – gitarr (2009)
- Angel Cotte – trummor (2013)

## Diskografi
Studioalbum
- The Grand Partition and the Abrogation of Idolatry (2009)

EP
- Subhuman Empire (2007)